# Abdoulaye Soulama
Abdoulaye Soulama est un footballeur burkinabè né le 29 novembre 1979 à Banfora et mort le 27 octobre 2017 à Bobo-Dioulasso, après une longue maladie, à l'age de 37 ans. Il évolue lors des dix années précédant son décès au poste de gardien de but avec l'Asante Kotoko.

## Biographie
Abdoulaye Soulama entame sa carrière à l'Union sportives des meuniers de Banfora (USMB), actuelle Union Sportive de la Comoé (USCO) de Banfora, sa ville natale. Il rejoint l'Association sportive des Fonctionnaires de Bobo-Dioulasso avant de monnayer ses talents à l'ASFA Yennenga.
Abdoulaye Soulama fait partie de la légende des grands gardiens de but que le Burkina Faso a connus.

## Carrière

### En club
- 1997-2000 : ASFA Yennenga ( Burkina Faso)
- 2000-2002 : Denizlispor ( Turquie)
- 2002-2003 : CA Batna ( Algérie)
- 2003-2006 : ASF Bobo-Dioulasso ( Burkina Faso)
- 2006-2007 : ASFA Yennenga ( Burkina Faso)
- 2007-2017 : Asante Kotoko ( Ghana)

### En sélection
Abdoulaye Soulama a été sélectionné 46 fois avec l'équipe du Burkina « Les Etalons». il fait partie, à 19 ans, de l'équipe nationale qui a été 4e à la coupe d’Afrique des Nations 1998 qu’il organisé. il a remporté la médaille d’argent à la CAN 2013 en Afrique du Sud sous les ordres du coach Paul Put.
Avant de tirer sa révérence le 27 octobre 2017, Soulama a participé à 5 éditions de la CAN : 1998 au Burkina Faso, 2000 au Ghana et Nigéria, 2004 en Tunisie, 2013 en Afrique du Sud et 2015 en Guinée Equatoriale.

## Palmarès
- Champion de Super Lig du Ghana en 2008 et 2012
- Champion du Burkina Faso en 1999
- Vainqueur de la Coupe du Burkina Faso en 2004
- Vainqueur de la Supercoupe du Ghana en 2012
- Vainqueur de la Supercoupe du Burkina Faso en 1997

## Distinctions honorifiques
Le 12 février 2013, il est fait officier de l'Ordre national burkinabè à la suite des résultats obtenus par l'équipe du Burkina Faso  lors de la CAN 2013 en Afrique du Sud.